# Microsoft Word
Microsoft Word je textový procesor od firmy Microsoft, který je součástí kancelářského balíku Microsoft Office.
Jeho první verzi vytvořil v roce 1983 programátor Richard Brodie pro společnost IBM (tato verze běžela pod operačním systémem DOS). Následovala mj. verze pro Macintosh (1984) a roku 1989 byl vytvořen první Word běžící pod OS Microsoft Windows.
DOS verze (Word 3.00) si velkou oblibu nezískala. Verze pro Macintosh (Word 3.01), která již neobsahovala tolik chyb, byla úspěšnější. Byl to první textový procesor, který byl schopný zobrazit na obrazovce kurzívu a tučné písmo, což ovšem nestačilo na to, aby se dostatečně mnoho firem rozhodlo vyměnit konkurenční programy, například WordPerfect, za Word.
První verze pro Windows 3.0 vznikla roku 1989 pod názvem Word 1.0. Tím Word zvítězil nad WordPerfectem, který verzi pro Windows neměl. Verze Word 2.0 pak jeho pozici jen upevnila.
Dnešní verze tohoto programu umí už mnohem více než jen zpracovávat text; mj. v nich lze do dokumentů vkládat obrázky, tabulky a grafy a pomocí panelu nástrojů Kreslení lze vytvářet jednoduché grafické útvary. Makra (např. v jazyce Visual Basic) umožňují automatizovat práci (ovšem přinášejí určitá bezpečnostní rizika).
Dnešnímu trhu Microsoft Word jednoznačně dominuje a formát souborů s příponou .doc (.docx) se stal de facto standardem, který musí podporovat i konkurenční programy, pokud chtějí uspět. Přestože podpora v konkurenčních programech existuje, není zcela spolehlivá. Zlepšení tohoto stavu se očekává s rozšířením otevřených formátů ODF a Office Open XML.
V roce 2014 Microsoft ve spolupráci s Computer History Museum zveřejnil zdrojové kódy Wordu 1.1, ovšem pod licencí znemožňující jejich komerční využití.

## Verze pro Windows
| Rok vydání | Verze              | Poznámka |
| ---------- | ------------------ | --- |
| 1989       | Word 1 pro Windows | |
| 1991       | Word 2 pro Windows | |
| 1993       | Word 6 pro Windows | 6 proto, aby číslování odpovídalo tehdejším verzím WordPerfectu i verzím Wordu pro DOS |
| 1995       | Word 95            | Také známý jako Word 7 |
| 1997       | Word 97            | |
| 1999       | Word 2000          | |
| 2001       | Word 2002          | Také známý jako Word XP |
| 2003       | Word 2003          | Také známý jako Word 9 |
| 2006       | Word 2007          | Obsahuje nový formát Office Open XML, avšak nejedná se ještě o verzi OOXML odpovídající normě ISO, ta je plánována až v další verzi. Přípony souborů se změnily (.docx, .xlsx .pptx atd.) |
| 2010       | Word 2010          | |
| 2013       | Word 2013          | |
| 2015       | Word 2016          | součástí balíku Office 365 |
| 2018       | Word 2019          | |
| 2021       | Word 2021          | |

## Vlastnosti Word

### Odrážky a číslování
Microsoft Word má rozsáhlé možností nastavení odrážek a číslování. Odrážky a číslování lze vytvořit víceúrovňové

### SmartArt
Elegantní vkládání hierarchie (organizační schéma), cyklus (pracovní, vývojový, ekologicky, …), procesy (marketingové, výrobní, technologické, …), vzájemné vztahy, relace

### Ochrana heslem
K dispozici jsou 3 typy hesel, která lze nastavit v aplikaci Microsoft Word:
– heslo pro otevření dokumentu
– heslo pro úpravy dokumentu
– heslo omezení formátování a úpravy
(Ochrana heslem – informace přeloženy z anglické Wikipedie)

### Formuláře
V Microsoft Word se dají vytvářet formuláře.

### Automatická tvorba obsahu
Obsahy lze vytvářet automaticky za využití stylů.

### Sledování změn
Možnost efektivní týmové spolupráce při společné tvorbě dokumentů. Včetně možností schvalovat/odmítat provedené změny, porovnávat dva dokumenty, vkládat komentáře.

### Klávesové zkratky
Microsoft Word lze ovládat také pomocí klávesových zkratek.